# Братовка (река)
Братовка — небольшая река в Москве, левый приток реки Сходни.

## Описание
Река протекает на северо-западе Москвы. Длина реки составляет 3,5 км (в пределах МКАД — 2,3 км). Площадь бассейна составляет около 5 км². Истоки находятся за МКАД, в лесу западнее Новобутакова. Русло пересекает Путилковское шоссе, МКАД, Алёшкинский лес, проходит вдоль сада рядом с улицами Вилиса Лациса и Саломеи Нерис, затем снова пересекает МКАД и впадает в Сходню.
Наиболее эстетична долина в Алёшкинском лесу. На правом берегу произрастает одна из самых больших в Москве популяций хохлатки плотной, это растение находится под охраной.
Название реки пошло от названия села Братцево, которое располагалось на берегах реки рядом с её устьем. Примечательно, что в некоторых справочниках 1980-х годов река носит название «Планерка». Причина этому не известна, есть версия, что такое название река получила благодаря безымянному притоку, который течёт в трубах и начинается около Планерной.